# Boutelouodinae
Boutelouodinae, nadpodtribus trava opisan 2017. Uključena su podplemena i rodovi: Boutelouinae, Hilariinae, Monanthochloinae, Muhlenbergiinae, Scleropogoninae i Traginae; uključeni rodovi siročad: Allolepis, Jouvea, Kalinia i Sohnsia.

## Opis
To su trajnice i jednogodišnje bilje. Ponekad stoloniferne ili rizomatozne; ligule membranozne ili obrub dlačica; sinflorescencija metlica, povremeno lažni klas s šiljastim granama; klasići 1–10(–25)-cvjetni, dvospolni, jednospolni (jednodomni ili dvodomni) ili sterilni, pojedinačni, parni ili u trojkama; ljuske 1–3(–11)-žilne; plodovi obično 3(7-13)-žilni. Tip je Bouteloua L.

## Rasprostranjenost:
Boutelouinae, Hilariinae, Monanthochloinae, Muhlenbergiinae, Scleropogoninae, Allolepis, Jouvea, Kalinia i Sohnsia su gotovo isključivo sa zapadne hemisfere; Traginae je prvenstveno afrička.